# Gärtner-Krankenkasse

Mitgliederentwicklung der GKK

Die Gärtner-Krankenkasse (GKK) war eine deutsche Krankenkasse der gesetzlichen Krankenversicherung.
Erste Bemühungen zur Gründung einer Krankenkasse für Gärtner gab es ab etwa 1850 durch Rudolf Geidner aus Planitz bei Zwickau.
Ein Beschluss zur Gründung einer entsprechenden Hilfskasse wurde jedoch erst im August 1882 auf einer Versammlung des deutschen Gärtner-Verbandes gefasst. Die erste Sitzung des Hauptvorstandes fand am 22. September 1882 in Hamburg-St. Georg statt. Dieses Datum galt später als Gründungsdatum der Kasse. Die Zulassung als Hilfskasse erfolgte am 3. Januar 1883 unter der Registernummer 33.
Ein Gesetz betreffend der Krankenversicherung der Arbeiter wurde am 15. Juni 1883 vom Reichstag verabschiedet.
Die GKK war als Ersatzkasse bis zur Verschmelzung mit der Techniker Krankenkasse für die Berufsgruppen der Floristik, des Gartenbaues sowie rund um den Garten- und Landschaftsbau geöffnet.
Am 1. Januar 2000 fusionierte die Gärtner-Krankenkasse mit der Techniker Krankenkasse. Zu diesem Zeitpunkt hatte die Krankenkasse etwa 250.000 Versicherte und neben der Hauptverwaltung in Hamburg 35 Geschäftsstellen in ganz Deutschland. Der Vorstand wurde zuletzt von Helmuth Doose (Vorsitzender) und Berthold Behnke (Stellvertretender Vorsitzender) gebildet. Beide wechselten mit den weiteren GKK-Mitarbeitern am 1. Januar 2000 zur Techniker Krankenkasse.
Der letzte allgemeine Beitragssatz der GKK lag bei 13,3 %.